# Lagalla (cràter)
Lagalla és el romanent d´un cràter d´impacte de la Lluna. El cràter Wilhelm se superposa parcialment a la vora nord-est de Lagalla, i Montanari s'uneix al sud-est.

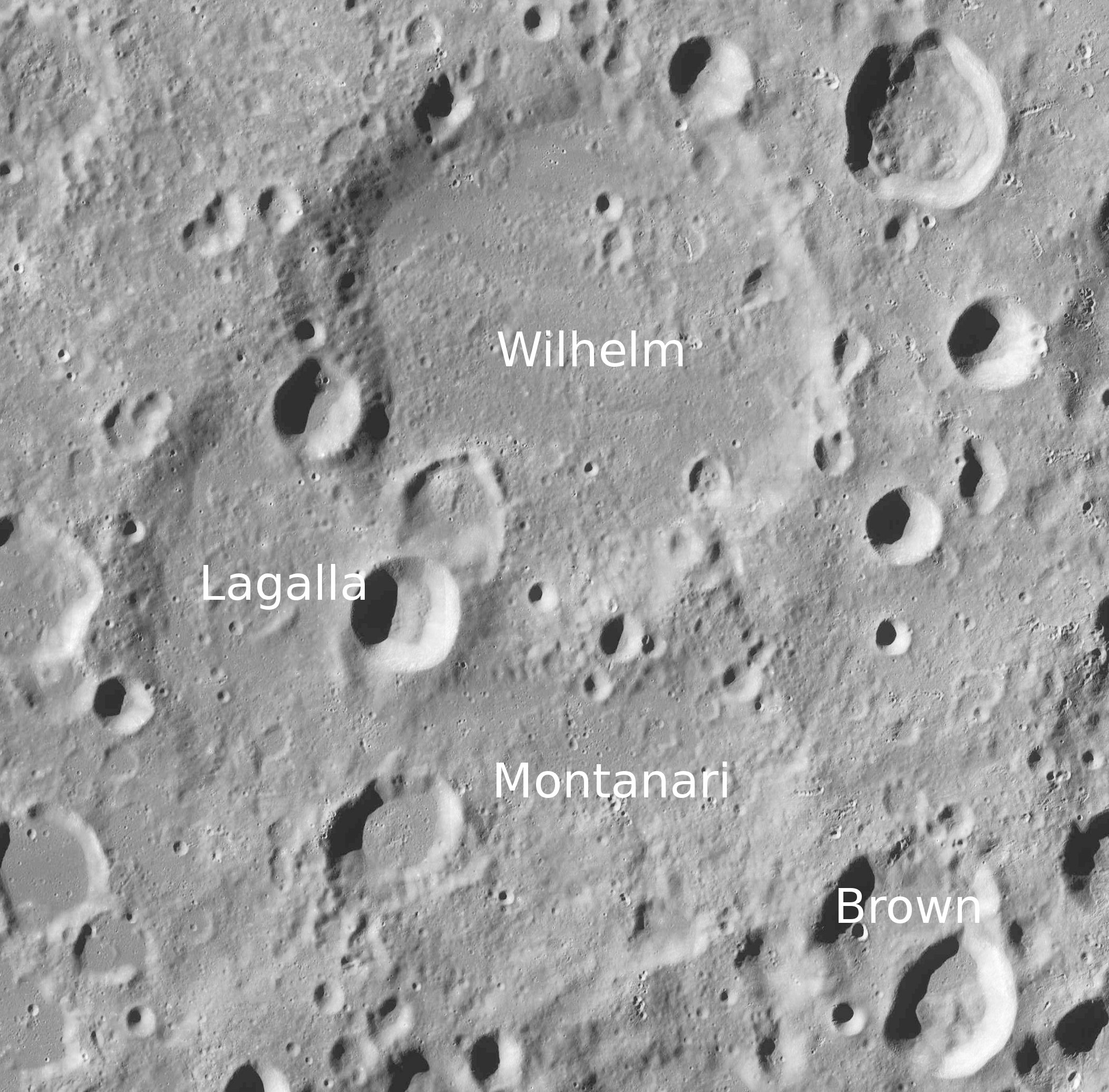
Localització de Lagalla (centre de la imatge)
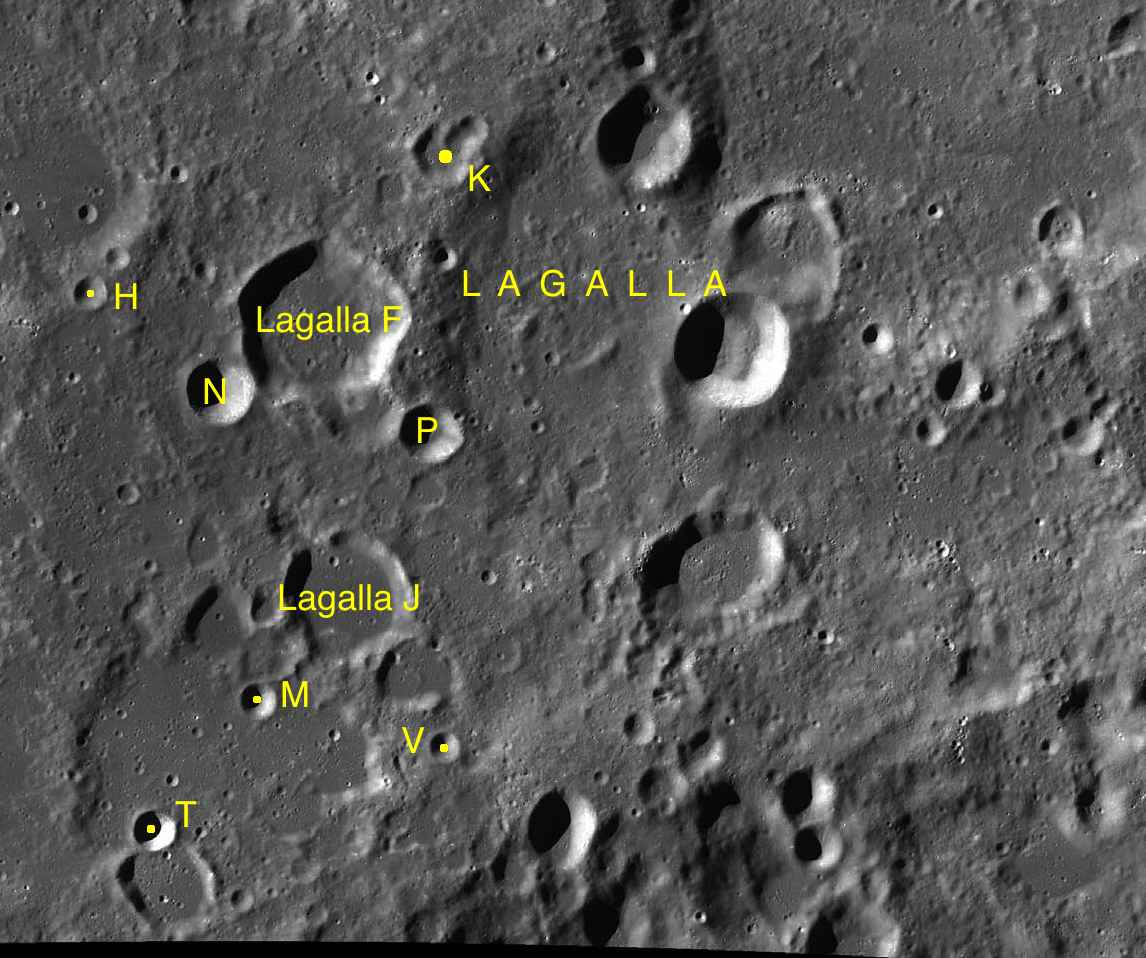
Cràters satèl·lit

La resta de la vora està molt erosionada, amb petits cràters superposats a la majoria dels seus contorn. La vora és gairebé inexistent al sud, i la porció més intacta es troba al nord-oest. Lagalla F, un cràter satèl·lit irregular, està unit a la vora occidental. El sòl interior és irregular però relativament mancat de trets significatius.

## Cràters satèl·lit
Per convenció aquests elements són identificats en els mapes lunars posant la lletra en el costat del punt central del cràter que està més proper a Lagalla.
| Lagalla | Coordenades                          | Diàmetre |
| ------- | ------------------------------------ | -------- |
| F       | 44° 36′ S, 25° 18′ O / 44.6°S,25.3°O | 29 ;km   |
| H       | 44° 24′ S, 27° 00′ O / 44.4°S,27.0°O | 5 km     |
| J       | 46° 00′ S, 25° 06′ O / 46.0°S,25.1°O | 22 km    |
| K       | 43° 42′ S, 24° 18′ O / 43.7°S,24.3°O | 10 km    |
| M       | 46° 36′ S, 25° 42′ O / 46.6°S,25.7°O | 6 km     |
| N       | 44° 54′ S, 26° 06′ O / 44.9°S,26.1°O | 12 km    |
| P       | 45° 12′ S, 24° 24′ O / 45.2°S,24.4°O | 11 km    |
| T       | 47° 18′ S, 26° 30′ O / 47.3°S,26.5°O | 7 ;km    |
| V       | 47° 00′ S, 24° 18′ O / 47.0°S,24.3°O | 5 km     |